# Дейнеко Євген Анатолійович
Дейнеко Євген Анатолійович (* 15 жовтня 1985, Черкаси) — український голкіпер, який грає у криворізькому «Кривбасі». Другу половину сезону 2009/2010 проводить на правах оренди в клубі «Нафтовик-Укрнафта».

## Цікавинки
- 30 серпня 2008 року, граючи за «Дніпро» (Черкаси), забив гол з відстані близько 80 метрів — від лінії свого штрафного майданчика у ворота клубу «Єдність» (Плиски)[1]
- За весь час провів лише один матч у Прем'єр-лізі (16 травня 2009 року), але сайт Football.ua вніс його до символічної збірної УПЛ цього туру.[2]